# Isolde Lasoen

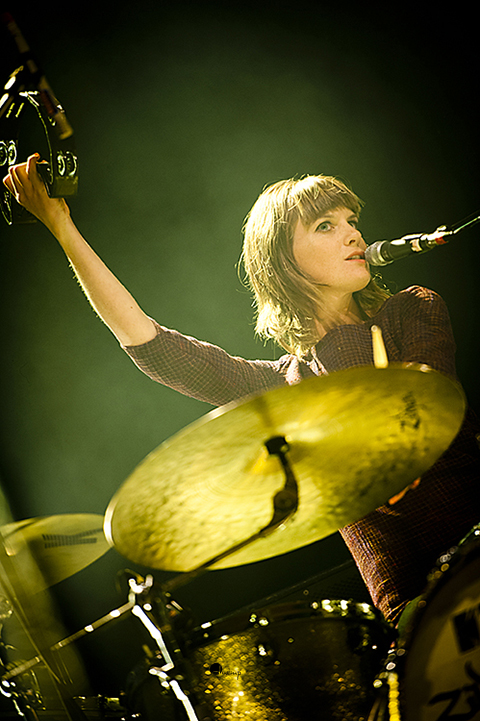

Isolde Lasoen (Brugge, 31 december 1979) is een Belgische drumster, presentatrice en zangeres.

## Levensloop
Isolde Lasoen werd geboren in een muzikaal gezin. Op vierjarige leeftijd begon ze bij fanfare Nut en vermaak in Maldegem, in eerste instantie als majorette ― naar eigen zeggen "één of twee lesjes" ―, maar daarna werd ze trommelaar. Hierin speelde haar vader trompet, haar moeder, haar grote broer (Wim) trommel en haar jongere broer Kenneth, percussie. Na haar middelbare school studeerde ze jazz aan het Koninklijk Conservatorium van Gent.
Sinds 2002 is  Lasoen vaste drumster bij DAAN. Van 2019 tot en met 2022 was ze drumster bij Absynthe Minded. Verder speelde ze bij Saint-Marteau, The Happy, The Whodads, Billie King en Briskey. Daarnaast werkt/werkte ze als freelancer samen met Guido Belcanto, Willy Willy, Flip Kowlier, Bobbejaan Schoepen (zijn laatste album), Raymond van het Groenewoud, Nic Balthazar, Novastar, Jack van Poll, Lady Linn, Kapotski, Urbanus en anderen.
Lasoen geeft drumles aan het MUDA, de Gentse Kunsthumaniora voor Muziek en Dans.
Bij de DAAN-albums Simple en Le franc belge viel ze op als allround muzikant: op deze platen verzorgde ze de zang, drums, vibrafoon, trompet, bassynth en percussie. Deze instrumenten combineert ze ook tijdens liveoptredens.
Met dit alles, en vooral het zingen, trad Lasoen steeds vaker op de voorgrond, wat tot meer solowerk leidde. Een voorbeeld hiervan is de single "Aluminium Folie", met Les Bens, uit december 2012. In oktober 2017 bracht ze met Les Bens het album Cartes Postales uit onder de naam Isolde.
In 2021 maakte ze een succesvolle cover van The Four Horsemen van Aphrodite’s Child. De tweede langspeler Oh dear verscheen in maart 2023. Ze zingt hierop in het Frans en Engels. Bertrand Burgalat werkte mee aan Douce Mélancolie en Daan is te horen op Batterie.
Ze was genomineerd voor de MIA's 2023 als beste muzikant en de hoes van Oh Dear voor beste artwork. In 2023 en 2024 gaat ze met vier vaste muzikanten op tournee in België. 

## Discografie

### Albums
| Album met hitnotering(en) in de Vlaamse Ultratop 200 albums | Datum van verschijnen | Datum van binnenkomst | Hoogste positie | Aantal weken | Opmerkingen       |
| ----------------------------------------------------------- | --------------------- | --------------------- | --------------- | ------------ | ----------------- |
| Cartes postales                                             | 20-10-2017            | 28-10-2017            | 18              | 22           |                   |
| Oh dear                                                     | 08-03-2023            | 18-03-2023            | 9               | 9            | als Isolde Lasoen |

### Ep
- L'Inconnu (2014) (als Isolde et Les Bens)
- The Four Horsemen - 7 inch (2024)

### Singles
| Single met hitnotering(en) in de Vlaamse Ultratop 50 | Datum van verschijnen | Datum van binnenkomst | Hoogste positie | Aantal weken | Opmerkingen                                        |
| ---------------------------------------------------- | --------------------- | --------------------- | --------------- | ------------ | -------------------------------------------------- |
| Why don't you love me                                | 2010                  | 15-01-2011            | tip17           | -            | met Willy Willy                                    |
| Aluminium folie                                      | 2012                  | 22-12-2012            | tip51           | -            | als Isolde et Les Bens                             |
| Zetpilcar                                            | 21-10-2013            | 07-11-2013            | tip2            | -            | met Urbanus Nr. 2 in de Vlaamse Top 10             |
| Samba des diables                                    | 16-05-2014            | 24-05-2014            | tip81           | -            | als Isolde et Les Bens                             |
| Perdu                                                | 22-09-2014            | 04-10-2014            | tip57           | -            | als Isolde et Les Bens                             |
| Wishful thinking                                     | 2015                  | 07-02-2015            | tip57           | -            | als Isolde et Les Bens                             |
| J'ai perdu mon âme                                   | 08-06-2015            | 20-06-2015            | tip93           | -            | als Isolde et Les Bens met Pieter Embrechts        |
| Les belles                                           | 23-06-2017            | 01-07-2017            | tip             | -            |                                                    |
| Provocateur                                          | 20-10-2017            | 04-11-2017            | tip             | -            |                                                    |
| Road no. 1                                           | 02-02-2018            | 10-02-2018            | tip             | -            |                                                    |
| I don't know                                         | 25-10-2019            | 02-11-2019            | tip             | -            |                                                    |
| We zullen doorgaan                                   | 10-04-2020            | 09-05-2020            | tip             | -            | als Isolde et Les Bens Nr. 50 in de Vlaamse Top 50 |
| The four horsemen                                    | 30-04-2021            | 08-05-2021            | tip             | -            |                                                    |

## Prijzen
- Tijdens de ZAMU Awards 2006 werd Lasoen verkozen tot beste muzikante.[15]
- Ze werd in 2008 uitgeroepen tot cultureel ambassadeur van de gemeente Maldegem.[16]
- In 2011 werd ze de "Strafste Gentenaar" in de categorie "Muziek".[17]
- Op 8 februari 2014 won ze de MIA voor "Beste muzikante 2013".[18]

## Trivia
- Isolde Lasoen speelt op Tama drums, Zildjian cymbals en Vic Firth sticks.[19][20]
- Ze werd in Tegen De Sterren Op geparodieerd door Clara Cleymans.
- Ze heeft een broer, historicus Kenneth Lasoen, die een boek schreef over de Belgische inlichtingendienst.
- In 2017 nam ze deel aan De Slimste Mens ter Wereld.[21]
- In november 2020 maakte ze bij De Toots Sessies op Canvas haar debuut als presentatrice.[22]
- In de driedelige docureeks She's Lost In Music op Canvas volgde ze in november 2021 zes Vlaamse vrouwelijke artiesten.[23]